# De Michele - Erausquin
De Michele - Erausquin es el quinto álbum de estudio del dúo argentino de rock progresivo Pastoral.

## Antecedente
El dúo ya venía experimentando un creciente desgaste, producto de más de cinco años de continua grabación y trabajos discográficos. El lanzamiento hacia dos años del anterior LP Mensaje mágico fue un preludio de la separación de Pastoral. Sin embargo, aún tenían un contrato con la discográfica Sazam Records, del productor Oscar López, que les exigía tres álbumes más bajo su sello. De Michele y Erausquin había firmado contrato con la nueva discográfica en 1978, después de finalizado su anterior contrato con el sello CABAL. Luego de arduas negocioaciones, la empresa y los artistas acordaron cumplir con la cuota de tres nuevos discos: el trabajo en conjunto como Pastoral De Michele - Erausquin, y los álbumes solitas Merlín y Hacia la libertad de Alejandro De Michele y  Miguel Ángel Erausquin respectivamente.

## Producción y lanzamiento
El álbum fue editado a principios de 1979. El título De Michele - Erausquin dejaba en claro las intenciones de desarmar el dúo. A pesar de un piso de ventas asegurado, nunca se presentó el álbum en vivo y los músicos se negaron a un último show a modo de despedida. Alejandro de Michele incluso expresó:

No voy a matar a Pastoral en vivo.

## Contenido
A excepción de «Late un segundo» donde ambos músicos trabajaron juntos en letra y música, el resto de las canciones son trabajos en solitario de De Michele y de Erausquin. 
La canción «Mecenas de la farándula» constituye la crítica de De Michele y Erausquin hacia la industria discográfica, debido a sus desencuentros con Oscar López y a la imposibilidad de presindir de su contrato. Esto sumado al malestar entre ambos artistas por el inminente final de Pastoral, y por la imposición de una dirección artística más comercial que pretendía su sello.

## Lista de canciones
| Lista de canciones |                           |                                               |          |  |
| N.º                | Título                    | Escritor(es)                                  | Duración |  |
| 1.                 | «Aquí Luis»               | Alejandro de Michele                          | 3:11     |  |
| 2.                 | «Mujer silencio»          | Alejandro de Michele                          | 3:37     |  |
| 3.                 | «Mecenas de la farándula» | Alejandro de Michele                          | 3:07     |  |
| 4.                 | «Late un segundo»         | Alejandro de Michele y Miguel Ángel Erausquin | 4:08     |  |
| 5.                 | «Capitán Sueños»          | Miguel Ángel Erausquin                        | 3:26     |  |
| 6.                 | «Enredándose en el aire»  | Miguel Ángel Erausquin                        | 3:12     |  |
| 7.                 | «Pregunta infantil»       | Alejandro de Michele                          | 3:53     |  |
| 8.                 | «Hacer»                   | Alejandro de Michele                          | 3:11     |  |
| 9.                 | «Lucifer asomó»           | Miguel Ángel Erausquin                        | 5:28     |  |
| 10.                | «Un cierto blanco»        | Miguel Ángel Erausquin                        | 1:52     |  |

## Créditos y personal
- Alejandro De Michele (vocales, letras, guitarra acústica y eléctrica)
- Miguel Ángel Erausquin (vocales, letras,guitarra acústica, eléctrica y española)

### Músicos invitados
| «Aquí Luis» - Jorge Cumbo (sikus) «Mujer silencio» - Francisco Ojstersek (bajo) - Daniel Colombres (batería) - Lito Epumer (guitarra) - Manolo Yanes (teclados) «Mecenas de la farándula» - Francisco Ojstersek (bajo) - Daniel Colombres (batería) - Manolo Yanes (teclados) | «Late un segundo» - Hugo Villarreal (bajo) - Rodolfo Messina (batería) - David Impelluso (teclados) «Capitán Sueños» - Jorge Cumbo (guitarra acústica) - Manolo Yanes (melotrón) - Osky Amante (percusión) «Enredándose en el aire» - Hugo Villarreal (bajo) - Rodolfo Messina (batería) - David Impelluso (teclados) | «Pregunta infantil» - Lito Epumer (guitarra eléctrica) «Hacer» - Francisco Ojstersek (bajo) - Daniel Colombres (batería) - Lito Epumer (guitarra eléctrica) - Manolo Yanes (teclados) «Lucifer asomó» - Héctor Martínez (bajo) - Guillermo López Galán (batería) - Adriana Porreca (teclados) - Manolo Yanes (teclados) «Un cierto blanco» - Hugo Villarreal (bajo) |

### Técnico
- Amílca Gilabert (técnico de grabación)
- Hugo Ropero (fotografía)
- Rodolfo Bozzolo (arte de tapa)
- Oscar López (productor)
- Sazam Records (sello discográfico)
- Estudios ION